# Хипертекст
Хипертекст је структура која се састоји од међусобно повезаних јединица информације приказана на неком електронском уређају. За разлику од једноставног традиционалног текста, хипертекст нема јединствен редослед читања, него га читалац динамички одређује, тј. одређује га током читања. Зато кажемо да је традиционални текст секвенцијалан, а хипертекст несеквенцијалан.

Хипертекст је модуларан, чиме се жели нагласити да он у одређеном смислу никада није довршен, јер се увек може додати нови модул. Хипертекст не мора бити потпун како би био функционалан, те се може објавити у стању за које аутор сматра да је прикладно.
Хипертекст је појам који се појавио, деведесетих година 20. века, са појавом текстуалних датотека које личе на књиге. Књига је по својој природи секвенцијални медијум, јер се чита од прве до последње стране. Због тога је на почеку (а понегде на крају) књиге додат посебан одељак, садржај. Тај одељак нам помаже да по књизи на основу броја странице пронађемо неки део, али ако унапред знамо наслов поглавља или потпоглавља. На тај начин можемо читати књигу и на прескоке. Међутим, ни то није довољно код обимних књига за сналажење па се уводи и индекс појмова где се алфабетски наводе битни појмови у књизи и где се све могу наћи према броју странице. Ово је посебно користан, али и изузетно напоран начин читања књиге. Даље се компликује увођењем индекса слика, таблица, формула итд. Пример компликоване књиге за претрагу је Енциклопедија Британика где поред томова са садржајем придружен известан број томова који садрже само индексе.
Рачунарски читљив текст омогућује да се начину читања и претраге приступи другачије. Текст јесте написан тако да се може читати секвенцијално, од почетка до краја, али постоји начин да се потом крене у хијерархијско ишчитавање (по груписању појмова) у смислу разраде започете тематике или од појединачног ка општем. Међутим, сем овога, постоји и начин за потпуно слободно обележавање појмова као чворних места од којих се може ићи у разраду (ишчитавање) следећег појма. Оваква места су посебне везе и зато имају назив хипервезе (хиперлинкови). Текст који је на посебан начин обрађен да садржи испреплетане хипервезе између релевантних речи се зове хипертекст, а поступак прављења хипертекста се назива хипертекстовање.

## Врсте
Постоје 2 врсте хипертекста:
- статични – хипертекст који је предодређен и унапред задан те се не мења током рада
- динамични – хипертекст који се континуирано мења у интеракцији с корисником.

## Хипермедија
Хипертекст је склоп који се бави само текстом, док хипермедија повезује више медија, нпр. текст, слике, видео и сл. Међутим, скуп разних медија сам по себи није хипермедија ако ти медији нису међусобно повезани.

## Навигација
Читање хипертекста назива се још и „прегледање“ (енгл. browsing) или „навигација“ како би се истакнуо начин на који функционише. Хипертекст садржи везе (хиперлинкове) на друге садржаје, који такође могу садржати везе које воде негде другде. Корисник долази до других садржаја обично кликом на повезнице. Јединица информације у којој се налази линк на енглеском се зове енгл. anchor node, а јединица информације на коју тај линк води зове се дестинациони чвор.

## Кратка историја
Многи људи сматрају да је хипертекст почео појавом World Wide Webа, али сама идеја развила се много раније.
1945.Амерички инжењер Ваневар Буш предложио је своју замисао о електронско-механичком уређају којег је назвао Memex (енгл. memory extender). Уређај би могао великом брзином стварати и следити везе међу документима, помоћу корисниковог архива микрофилмова. Разлог зашто је Буш смислио такав уређај био је зато што је предвидео велики пораст у количини научних информација, због којег научници више неће моћи пратити и реаговати на све новости. Уређај, додуше, никад није реализован, али теорија је опстала.
1965.Социолог, филозоф и пионир информацијске технологије Тед Нелсон измислио је изразе хипертекст и хипермедија, којима је хтео описати несеквенцијалан начин читања. Радио је на пројекту Xanadu, који је замишљен као спремиште свега што је икада написано, тј. нека врста универзалног глобалног хипертекста, али тај крајњи циљ никада није био постигнут.
1967.Први употребљиви хипертекстуални уређај био је HES (енгл. Hypertext Editing System), на основу којег је направљен и FRESS (енгл. File Retrieval and Editing System).
1968.Др. Доуглас Енгелбарт извео је демонстрацију свог NLS (енгл. oN-Line System) пројекта, који је имао обележја хипертекста иако генерално није био замишљен као хипертекстуални систем.
1975.Започет је истраживачки пројект вештачке интелигенције, ZOG, из којег се развио данашњи хипертекстуални систем KMS (енгл. Knowledge Management System).
1978.Почињу се развијати и хипермедијски системи, од којих је први био AMM (енгл. Aspen Movie Map).
1983.Формира се истраживачки пројект HyperTIES, који користи концепте хипертекста.
1985.Развија се најпознатији оригинални хипертекстуални истраживачки систем NoteCards. Дотад су се хипертекстуални системи користили углавном за истраживања унутар једне установе, а први хипертекст који је изашао из оквира установе био је симболички испитивач докумената. Излази и врло успешан хипертекстуални систем, Интермедија, који је углавном због ограничења само на Епл-ову верзију Јуникс-a и пропао.
1986.Развија се Guide, први хипертекстуални систем за PC рачунаре.
1987.Излази , врло успешан хипертекстуални систем за Макинтош рачунаре. Уз HyperCards долази и програмски језик HyperTalk, чија је структура слична као код Паскала и намењен је за почетнике у програмирању.
1991. је постао први глобални хипертекст, а с њим излази и истоимени прегледач (WorldWideWeb) помоћу којега се Веб могао прегледати. До идеје дошао је Сер Тим Бернерс-Ли док је смишљао једноставан начин за пренос научних података.
1992.Излази Веб браузер Lynx.
1993.Излази први графички Веб браузер – Мозаик.

## Примена
Најпознатија примена хипертекста је глобални информацијски интернет сервис World Wide Web (skraćeno WWW или Веб). За објављивање хипертекстуалног садржаја користи се HTML (енгл. HyperText Markup Lanugage), а протокол који се користи зове се HTTP.

## Хипертекст у Википедији
И сама Википедија је урађена на хипертекстуалном принципу. Поједини значајнији, мање познати или интересантни термини или речи или особе се приликом креирања обележавају да у завршеном тексту буду хипертекстуални прелази тзв. хиперлинкови.
Електронске књиге као што су Википедија и сличне одмах претражују сопствену базу и проналазе да ли текст о обележеној речи - појму постоји. Ако постоји обележава се плавом бојом, ако не црвеном.
Приликом кретања курсором миша кроз текст на екрану наиласком хипертекстуално обележеног појма, курсор миша се претвара у слику људске руке која има све прсте згрчене осим кажипрста који показује нагоре.
Ако се кликне мишем на плаву хипертекстуалну реч или групу речи аутоматски се прелази на нову страну где постоји чланак о обележеној речи или појму.
Читалац може даље да путује хипертекстуално кроз Википедију и слично рађене електронске књиге а може и да се враћа на почетни текст.
Ово је веома погодно за читаоца који о неком појму жели да сазна више, и да се по читању чланка о њему врати назад.
Ако је, у Википедији, хипертекстуална реч црвене боје значи да о њој не постоји чланак и да кликтањем на ту реч отвара се „бели папир“ на коме је могуће написати нови, недостајући чланак.
Хипертекст је нарочито погодан за уџбенике где ученик или студент може у сваком тренутку да сазна шта неки појам у тексту значи. Наравно претпоставља се да је писац текста имао осећај да хипертекстуално обележи речи или појмове за које је очекивати да их читалац можда неће знати.
Добар пример је и овај чланак у коме су готово све обележене речи у моменту настанка чланка (19. септембар 2005) црвене!